# Rio On
Rio On är ett vattendrag i Belize.   Det ligger i distriktet Cayo, i den centrala delen av landet, 40 km sydväst om huvudstaden Belmopan.
I omgivningarna runt Rio On växer i huvudsak städsegrön lövskog. Runt Rio On är det glesbefolkat, med 10 invånare per kvadratkilometer.